# Breithorn (Lauterbrunnen)
De Breithorn is een drieduizender met een hoogte van 3.780 m in de Zwitserse Berner Alpen op de grens van de kantons Bern en Wallis.
De Breithorn ligt tussen de Grosshorn en de Tschingelhorn. In de verbinding met de Tschingelhorn ligt de vergletsjerde Wetterlücke. In het noorden daalt de Breithorn met een 1200 meter hoge rots- en ijsmuur af naar het Lauterbrunnental, waarvan het een imposante afsluiting vormt.
De berg werd voor het eerst beklommen op 31 juli 1865 door de Berner Alpenpionier Edmund von Fellenberg. De berggidsen Johann Bischoff, Peter Egger, Peter Inäbnit en Peter Michel begeleidden von Fellenberg op zijn excursie.

## Werelderfgoed
De Breithorn is in december 2001 opgenomen op de UNESCO werelderfgoedlijst als onderdeel van de natuurerfgoed inschrijving Zwitserse Alpen Jungfrau-Aletsch erkend tijdens de 25e sessie van de Commissie voor het Werelderfgoed in Helsinki. De site wordt erkend als toonbeeld van de vorming van de Hoge Alpen, met de meeste gletsjers en de grootste gletsjer in Eurazië. Het Alpengebied beschikt over een grote diversiteit aan ecosystemen, met inbegrip van successiestadia (voornamelijk door de terugtrekking van gletsjers als gevolg van de klimaatverandering). De plek is van universele waarde, vanwege zowel haar schoonheid als de schat aan informatie over de vorming van bergen en gletsjers, maar ook vanwege klimaatveranderingen en ecologische en biologische processen.